# España en el Campeonato Mundial de Atletismo de 2015
La selección española de atletismo acudió a los Campeonatos del Mundo de Atletismo de 2015, celebrados en el Estadio Nacional de Pekín entre el 22 y el 30 de agosto de 2015, con un total de 40 atletas (26 hombres y 14 mujeres).

## Medallas
Se logró una medalla de oro, la obtenida en la prueba de 20 kilómetros marcha de la mano de Miguel Ángel López. España acabó en el puesto 15.º del medallero.

## Finalistas
Además de la medalla de Miguel Ángel López, se obtuvo otro puesto de finalista gracias a la actuación de Ruth Beitia (5.ª en salto de altura). España acabó en el puesto 28º de la clasificación global, según el sistema de puntos por finalistas.

## Participación
El detalle de la actuación española en la decimoquinta edición de los campeonatos del mundo de atletismo se recoge en la siguiente tabla:
| Atletas              | Pruebas                 | Actuación                                                                                 |
| -------------------- | ----------------------- | ----------------------------------------------------------------------------------------- |
| Kevin López          | 800 metros              | Semifinalista: 3.º en su eliminatoria (1:46.06) y 4.º en su semifinal (1:45.84)           |
| David Bustos         | 1500 metros             | Semifinalista: 10.º en su eliminatoria (3:38.75) y 12.º en su semifinal (3:42.48)         |
| Víctor Corrales      | 1500 metros             | 1.ª ronda: 11º en su eliminatoria (3:44.76)                                               |
| Adel Mechaal         | 1500 metros             | 1.ª ronda: 13º en su eliminatoria (3:46.05)                                               |
| Ilias Fifa           | 5000 metros             | 1.ª ronda: 13.º en su eliminatoria (13:28.29)                                             |
| Jesús España         | 5000 metros             | 1.ª ronda: 16.º en su eliminatoria (13:51.47)                                             |
| Alemayehu Bezabeh    | 5000 metros             | 1.ª ronda: 11.º en su eliminatoria (13:54.13)                                             |
| Javier Guerra        | Maratón                 | 13.º (2h17:00)                                                                            |
| Carles Castillejo    | Maratón                 | Abandonó                                                                                  |
| Fernando Carro       | 3000 metros obstáculos  | 1.ª ronda: 7.º en su eliminatoria (8:38.05)                                               |
| Sebastián Martos     | 3000 metros obstáculos  | 1.ª ronda: 8.º en su eliminatoria (8:50.20)                                               |
| Roberto Aláiz        | 3000 metros obstáculos  | Abandonó                                                                                  |
| Yidiel Contreras     | 110 metros vallas       | Semifinalista: 4.º en su eliminatoria (13:48) y 8.º en su semifinal (13.57)               |
| Adrián Vallés        | Salto con pértiga       | Calificación: 16.º en su grupo (5.40)                                                     |
| Pablo Torrijos       | Triple salto            | Calificación: 10.º en su grupo de calificación (16.32)                                    |
| Borja Vivas          | Lanzamiento de peso     | Calificación: 12.º en su grupo (19.28)                                                    |
| Lois Maikel Martínez | Lanzamiento de disco    | Calificación: 14.º en su grupo de calificación (58.01)                                    |
| Javier Cienfuegos    | Lanzamiento de martillo | Calificación: 14.º en su grupo (70.96)                                                    |
| Miguel Ángel López   | 20 kilómetros marcha    | (1h19:14 )                                                                                |
| Álvaro Martín        | 20 kilómetros marcha    | 16.º (1h22:04)                                                                            |
| Diego García Carrera | 20 kilómetros marcha    | 29º (1h24:52)                                                                             |
| Chuso García Bragado | 50 kilómetros marcha    | 9.º (3h46:43 )                                                                            |
| Francisco Arcilla    | 50 kilómetros marcha    | 35º (4h07:23)                                                                             |
| Benjamín Sánchez     | 50 kilómetros marcha    | Abandonó                                                                                  |
| Pau Tonnesen         | Decatlón                | 18.º (7606 ptos) (11.26 ; 7.21; 13.74; 2.04; 50.24 ; 15.12; 45.28; 4.80; 60.42 ; 5:33.73) |
| Jorge Ureña          | Decatlón                | 21º (6858 ptos) (10.99; 7.30; 12.74; 2.01; 49.17 ; 14.41; 35.20; --; 53.17; 4:42.21)      |
| Aauri Bokesa         | 400 metros              | 1.ª ronda: 7.ª en su eliminatoria (52.98)                                                 |
| Esther Guerrero      | 800 metros              | 1.ª ronda: 6.ª en su eliminatoria (2:02.64)                                               |
| Trihas Gebre         | 10000 metros            | 16.ª (32:20.87)                                                                           |
| Alessandra Aguilar   | Maratón                 | 17.ª (2:33:42)                                                                            |
| Caridad Jerez        | 110 metros vallas       | 1.ª ronda: 5.ª en su eliminatoria (13.27)                                                 |
| Ruth Beitia          | Salto de altura         | Finalista: 1.ª en su grupo de calificación (1.92) y 5ª en la final (1.99)                 |
| Naroa Agirre         | Salto con pértiga       | Calificación: 7.ª en su grupo de calificación (4.45)                                      |
| Mar Jover            | Salto de longitud       | Calificación: Sin marca                                                                   |
| Úrsula Ruiz          | Lanzamiento de peso     | Calificación: 11.ª en su grupo de calificación (16.36)                                    |
| Sabina Asenjo        | Lanzamiento de disco    | Calificación: 12.ª en su grupo de calificación (58.04)                                    |
| Laura Redondo        | Lanzamiento de martillo | Calificación: 15.ª en su grupo de calificación (63.86)                                    |
| María José Poves     | 20 kilómetros marcha    | 10ª (1h31:06 )                                                                            |
| Raquel González      | 20 kilómetros marcha    | 14.ª (1h32:00)                                                                            |
| Laura García-Caro    | 20 kilómetros marcha    | 32ª (1h36:22)                                                                             |